# Косаковка (Жлобинский район)
Косаковка (бел. Касакоўка) — деревня в Папоротнянском сельсовете Жлобинского района Гомельской области Белоруссии.

## География

### Расположение
В 25 км на юг от районного центра и железнодорожной станции Жлобин (на линии Бобруйск — Гомель), 108 км от Гомеля.

## Гидрография
На севере Шихово-Гелинский канал, на северо-западе гидрологический заказник «Мох».

## Транспортная сеть
Транспортные связи по просёлочной, а затем автомобильной дороге Стрешин — Жлобин. Планировка состоит из почти прямолинейной улицы, ориентированной с юго-востока на северо-запад, к которой под прямым углом присоединяются короткие прямолинейные улицы.

## История
По письменным источникам известна с XIX века как деревня в Рогачёвском уезде Могилёвской губернии. Согласно ревизии 1858 года владение князя Л. М. Голицына. С 1880 года действовал хлебозапасный магазин. Согласно переписи 1897 года находились 2 ветряные мельницы. В результате пожара 1908 года сгорели 37 дворов и 32 гумна. В 1909 году 1812 десятин земли, мельница, в Стрешинской волости. В этом же году в наёмном доме открыта школа.
В 1932 году организован колхоз. 4 жителя погибли в советско-финляндскую войну 1939-40 годов. Во время Великой Отечественной войны оккупанты сожгли 7 дворов, убили 16 жителей. 111 жителей погибли на фронте. Освобождена от оккупации 29 ноября 1943 года. В 1966 году к деревне присоединены посёлки Калиновск и Луганск. Центр колхоза «Путь Ленина». Расположены девятилетняя школа, Дом культуры, библиотека, детские ясли-сад, фельдшерско-акушерский пункт, отделение связи, швейная мастерская, магазин.

## Население

### Численность
- 2004 год — 147 хозяйств, 358 жителей.

### Динамика
- 1858 год — 27 дворов, 208 жителей.
- 1897 год — 75 дворов, 577 жителей (согласно переписи).
- 1909 год — 103 двора, 454 жителя.
- 1925 год — 170 дворов.
- 1940 год — 193 двора, 530 жителей.
- 1959 год — 501 житель (согласно переписи).
- 2004 год — 147 хозяйств, 358 жителей.